# Пуэрто-Торо
Пуэрто-Торо — маленькая чилийская деревня на острове Наварино (архипелаг Огненная Земля) на берегу пролива Бигля. В ней проживают 36 человек — рыбаки и члены их семей.
Не считая антарктических станций, Пуэрто-Торо — самое южное поселение в мире (хотя таковыми иногда признают Пуэрто-Уильямс, но чаще — город Ушуая).
В конце XIX века на месте деревни был небольшой город, своим возникновением обязанный «золотой лихорадке».
В настоящее время в Пуэрто-Торо кроме рыбы ведётся ловля Lithodes santolla — южного морского (волосатого) краба. Посёлок утопает в зелени Магеллановых лесов, самых южных на планете.

## Климат
Согласно классификации Кёппена, климат в Пуэрто-Торо — прохладный умеренный, с незначительными колебаниями температуры в течение года. Летом температура почти никогда не превышает отметку в +20°C, а зимой редко опускается ниже −5°C.
| Показатель           | Янв. | Фев. | Март | Апр. | Май  | Июнь | Июль | Авг. | Сен. | Окт. | Нояб. | Дек. | Год |
| -------------------- | ---- | ---- | ---- | ---- | ---- | ---- | ---- | ---- | ---- | ---- | ----- | ---- | --- |
| Средний максимум, °C | 15,1 | 14,5 | 12,7 | 10,1 | 7,2  | 5,2  | 3,9  | 5,8  | 8,5  | 9,6  | 12,3  | 14,5 | 10  |
| Средний минимум, °C  | 5,9  | 5,6  | 4,9  | 3,2  | 0,6  | 0    | −1,3 | 0,4  | 0,6  | 2,1  | 3,5   | 5,1  | 2,6 |
| Норма осадков, мм    | 30,7 | 33,2 | 47,8 | 49,7 | 54,5 | 54,7 | 46,2 | 60,7 | 39,5 | 34,6 | 35,4  | 41,0 | 528 |
| Источник:            |      |      |      |      |      |      |      |      |      |      |       |      |     |